# Mäntyharju
Mäntyharju è un comune finlandese di 5564 abitanti, situato nella regione del Savo Meridionale. Diede i natali al pittore Berndt Godenhjelm. Nel 2025 ha annesso Pertunmaa.